# 永守良孝
永守 良孝（ながもり よしたか、1944年12月24日 - ）は、日本の実業家。RKB毎日放送社長、会長を務めた。

## 経歴
石川県金沢市出身。金沢大学教育学部附属高等学校卒業。1968年に東京大学法学部を卒業し、同年に毎日新聞社に入社し、西部本社編集局長兼論説委員を務めた。
2001年にRKB毎日放送取締役に就任し、常務、専務を経て、2007年6月から2013年6月までに社長を務め、2013年6月に会長に就任した。
日本民間放送連盟副会長を務めた。
著書に「朴正煕 韓国近代革命家の実像」、「事件 1999−2000」がある。